# Viața noastră Volumul 1 & 2
Viața noastră Volumul 1&2 (1995-2005) este al 10-lea album (Delux) al trupei B.U.G. Mafia. A fost lansat la data de 11 septembrie 2009 la casa de discuri Casa Productions / Cat Music / Media Services. 
Membrii trupei în acea vreme și în prezent: Caddillac, Tataee și Uzzi.

## Ordinea pieselor[7]
| CD 1            |                                                         |                                                 |                                   |         |  |
| Nr.             | Titlu                                                   | Autor(i)                                        | Text                              | Lungime |  |
| 1.              | „Viața noastră” (Feat. Adriana Vlad)                    | Tataee, Uzzi, Caddillac, Swamp și Adriana Vlad  | Tataee, Caddillac și Uzzi         | 4:02    |  |
| 2.              | „N-ai fost acolo”                                       | Tataee, Caddillac, Uzzi și Swamp                | Tataee, Uzzi și Caddillac         | 4:49    |  |
| 3.              | „Capu' sus” (Feat. Adriana Vlad)                        | Uzzi, Tataee, Caddillac, Swamp și Adriana Vlad  | Uzzi, Caddillac și Tataee         | 4:44    |  |
| 4.              | „Gherila P.T.M.” (Feat. ViLLy)                          | Caddillac, Tataee, Uzzi, Swamp și ViLLy         | Caddillac, Tataee și Uzzi         | 4:36    |  |
| 5.              | „Poezie de stradă (Remix)”                              | Tataee, Uzzi, Caddillac și Swamp                | Uzzi, Tataee și Caddillac         | 4:40    |  |
| 6.              | „Față-n față”                                           | Uzzi, Caddillac, Tataee, și Swamp               | Uzzi, Caddillac și Tataee         | 4:29    |  |
| 7.              | „Între noapte și zi” (Feat. Adriana Vlad)               | Tataee, Caddillac, Uzzi, Swamp și Adriana Vlad  | Uzzi, Tataee și Caddillac         | 4:10    |  |
| 8.              | „Românește”                                             | Tataee, Caddillac, Uzzi și Swamp                | Uzzi, Tataee și Caddillac         | 4:09    |  |
| 9.              | „Un 2 și trei de 0” (Feat. ViLLy)                       | Caddillac, Tataee, Uzzi, Swamp și ViLLy         | Tataee, Caddillac și Uzzi         | 4:40    |  |
| 10.             | „Până când moartea ne va despărți” (Feat. Adriana Vlad) | Tataee, Swamp și Adriana Vlad                   | Caddillac                         | 5:37    |  |
| 11.             | „Anturaju'”                                             | Uzzi, Tataee, Caddillac și Swamp                | Uzzi, Tataee și Caddillac         | 5:03    |  |
| 12.             | „De cartier” (Feat. Adriana Vlad)                       | Uzzi, Caddillac, Tataee, Swamp și Adriana Vlad  | Caddillac, Uzzi și Tataee         | 4:51    |  |
| 13.             | „Jucător adevărat” (Feat. ViLLy)                        | Caddillac, Tataee, Swamp și ViLLy               | Caddillac                         | 5:18    |  |
| 14.             | „Limbaj de cartier” (Feat. Cheloo)                      | Caddillac, Tataee, Cheloo, Uzzi, Swamp și ViLLy | Tataee, Uzzi, Caddillac și Cheloo | 6:01    |  |
| 15.             | „Pantelimonu' petrece” (Feat. Adriana Vlad)             | Caddillac, Uzzi, Tataee, Swamp și Adriana Vlad  | Caddillac și Uzzi                 | 4:03    |  |
| Lungime totală: | Lungime totală:                                         | Lungime totală:                                 | Lungime totală:                   | 71:12   |  |

| CD 2            |                                              |                                    |                           |         |  |
| Nr.             | Titlu                                        | Autor(i)                           | Text                      | Lungime |  |
| 1.              | „Cu tălpile arse” (Feat. Jasmine)            | Caddillac, Tataee, Uzzi și Jasmine | Caddillac, Tataee și Uzzi | 4:19    |  |
| 2.              | „Zi de zi” (Feat. ViLLy)                     | Uzzi, Caddillac, Tataee și ViLLy   | Caddillac, Uzzi și Tataee | 5:31    |  |
| 3.              | „România”                                    | Tataee, Uzzi și Caddillac          | Uzzi, Tataee și Caddillac | 4:31    |  |
| 4.              | „Hoteluri” (Feat. Mario)                     | Tataee, Caddillac, Uzzi și Mario   | Caddillac, Tataee și Uzzi | 3:41    |  |
| 5.              | „Hai sa fim high” (Feat. Jasmine)            | Uzzi, Caddillac și Jasmine         | Uzzi și Caddillac         | 4:09    |  |
| 6.              | „După blocuri”                               | Tataee, Caddillac și Uzzi          | Uzzi, Tataee și Caddillac | 4:35    |  |
| 7.              | „Nimic mai presus”                           | Uzzi, Caddillac și Tataee          | Caddillac, Uzzi și Tataee | 4:09    |  |
| 8.              | „Cine e cu noi” (Feat. Jasmine)              | Uzzi, Caddillac și Tataee          | Tataee, Uzzi și Caddillac | 4:27    |  |
| 9.              | „O lume nebună, nebună de tot” (Feat. ViLLy) | Caddillac, Uzzi, Tataee și ViLLy   | Caddillac, Uzzi și Tataee | 4:59    |  |
| 10.             | „La vorbitor”                                | Uzzi și Tataee                     | Uzzi                      | 3:48    |  |
| 11.             | „Născut și crescut în Pantelimon”            | Uzzi, Caddillac și Tataee          | Caddillac, Uzzi și Tataee | 3:45    |  |
| 12.             | „Poveste fără sfârșit” (Feat. Jasmine)       | Uzzi, Tataee, Caddillac și Jasmine | Uzzi, Tataee și Caddillac | 5:46    |  |
| 13.             | „Străzile” (Feat. Mario)                     | Uzzi, Caddillac, Tataee și Mario   | Tataee, Caddillac și Uzzi | 4:13    |  |
| 14.             | „Cât a trăit” (Feat. ViLLy)                  | Uzzi și ViLLy                      | Uzzi                      | 3:30    |  |
| 15.             | „În anii ce au trecut”                       | Caddillac, Tataee și Uzzi          | Uzzi, Caddillac și Tataee | 5:22    |  |
| Lungime totală: | Lungime totală:                              | Lungime totală:                    | Lungime totală:           | 66:45   |  |

| Bonus Delux: DVD |                                                          |                                            |                           |         |  |
| Nr.              | Titlu                                                    | Autor(i)                                   | Text                      | Lungime |  |
| 1.               | „După blocuri (Videoclip)”                               | Tataee, Caddy și Uzzi                      | Uzzi, Tataee și Caddy     | 4:37    |  |
| 2.               | „Un 2 și trei de 0 (Videoclip)” (Feat. ViLLy)            | Caddy, Tataee, Uzzi și ViLLy               | Tataee, Caddy și Uzzi     | 4:39    |  |
| 3.               | „Poezie de stradă (Remix) (Videoclip)”                   | Tataee, Uzzi și Caddy                      | Uzzi, Tataee și Caddy     | 4:38    |  |
| 4.               | „Cine e cu noi (Videoclip)” (Feat. Nico)                 | Uzzi, Caddy și Tataee                      | Tataee, Uzzi și Caddy     | 4:14    |  |
| 5.               | „Românește (Videoclip)”                                  | Tataee, Caddy, Uzzi și Swamp               | Uzzi, Tataee și Caddy     | 4:23    |  |
| 6.               | „O lume nebună, nebună de tot (Videoclip)” (Feat. ViLLy) | Caddy, Uzzi, Tataee și ViLLy               | Caddy, Uzzi și Tataee     | 4:31    |  |
| 7.               | „Străzile (Videoclip)” (Feat. Mario)                     | Uzzi, Caddy, Tataee și Mario               | Tataee, Caddy și Uzzi     | 4:05    |  |
| 8.               | „Viața noastră (Videoclip)” (Feat. Adriana Vlad)         | Tataee, Uzzi, Caddy, Swamp și Adriana Vlad | Tataee, Caddy și Uzzi     | 4:00    |  |
| 9.               | „Pantelimonu' petrece (Videoclip)” (Feat. Adriana Vlad)  | Caddy, Uzzi, Tataee, Swamp și Adriana Vlad | Caddy și Tataee           | 4:04    |  |
| 10.              | „Cu tălpile arse (Videoclip HD)” (Feat. Jasmine)         | Caddillac, Tataee, Uzzi și Jasmine         | Caddillac, Tataee și Uzzi | 4:14    |  |
| Lungime totală:  | Lungime totală:                                          | Lungime totală:                            | Lungime totală:           | 45:25   |  |